# Liechtenstein ai Giochi olimpici
Il Liechtenstein partecipa ai Giochi olimpici estivi e a quelli invernali dal 1936. I suoi atleti hanno vinto dieci medaglie, tutte nelle edizioni invernali e tutte nello sci alpino.
La Federazione degli Sport Olimpici del Liechtenstein è stata fondata nel 1935 e riconosciuta dal CIO nello stesso anno.

## Medagliere storico

### Medaglie alle Olimpiadi estive
| Giochi                 | Oro              | Argento          | Bronzo           | Totale           |
| ---------------------- | ---------------- | ---------------- | ---------------- | ---------------- |
| 1936 Berlino           | 0                | 0                | 0                | 0                |
| 1948 Londra            | 0                | 0                | 0                | 0                |
| 1952 Helsinki          | 0                | 0                | 0                | 0                |
| 1956 Melbourne         | non partecipante | non partecipante | non partecipante | non partecipante |
| 1960 Roma              | 0                | 0                | 0                | 0                |
| 1964 Tokyo             | 0                | 0                | 0                | 0                |
| 1968 Città del Messico | 0                | 0                | 0                | 0                |
| 1972 Monaco            | 0                | 0                | 0                | 0                |
| 1976 Montreal          | 0                | 0                | 0                | 0                |
| 1980 Mosca             | non partecipante | non partecipante | non partecipante | non partecipante |
| 1984 Los Angeles       | 0                | 0                | 0                | 0                |
| 1988 Seoul             | 0                | 0                | 0                | 0                |
| 1992 Barcellona        | 0                | 0                | 0                | 0                |
| 1996 Atlanta           | 0                | 0                | 0                | 0                |
| 2000 Sydney            | 0                | 0                | 0                | 0                |
| 2004 Atene             | 0                | 0                | 0                | 0                |
| 2008 Pechino           | 0                | 0                | 0                | 0                |
| 2012 Londra            | 0                | 0                | 0                | 0                |
| 2016 Rio               | 0                | 0                | 0                | 0                |
| 2020 Tokyo             | 0                | 0                | 0                | 0                |
| 2024 Parigi            | 0                | 0                | 0                | 0                |
| Totale                 | 0                | 0                | 0                | 0                |

### Giochi invernali
| Giochi                      | Oro | Argento | Bronzo | Totale |
| --------------------------- | --- | ------- | ------ | ------ |
| 1936 Garmisch-Partenkirchen | 0   | 0       | 0      | 0      |
| 1948 St. Moritz             | 0   | 0       | 0      | 0      |
| 1952 Oslo                   | 0   | 0       | 0      | 0      |
| 1956 Cortina d'Ampezzo      | 0   | 0       | 0      | 0      |
| 1960 Squaw Valley           | 0   | 0       | 0      | 0      |
| 1964 Innsbruck              | 0   | 0       | 0      | 0      |
| 1968 Grenoble               | 0   | 0       | 0      | 0      |
| 1972 Sapporo                | 0   | 0       | 0      | 0      |
| 1976 Innsbruck              | 0   | 0       | 2      | 2      |
| 1980 Lake Placid            | 2   | 2       | 0      | 4      |
| 1984 Sarajevo               | 0   | 0       | 2      | 2      |
| 1988 Calgary                | 0   | 0       | 1      | 1      |
| 1992 Albertville            | 0   | 0       | 0      | 0      |
| 1994 Lillehammer            | 0   | 0       | 0      | 0      |
| 1998 Nagano                 | 0   | 0       | 0      | 0      |
| 2002 Salt Lake City         | 0   | 0       | 0      | 0      |
| 2006 Torino                 | 0   | 0       | 0      | 0      |
| 2010 Vancouver              | 0   | 0       | 0      | 0      |
| 2014 Soči                   | 0   | 0       | 0      | 0      |
| 2018 PyeongChang            | 0   | 0       | 1      | 1      |
| 2022 Pechino                | 0   | 0       | 0      | 0      |
| Totale                      | 2   | 2       | 6      | 10     |

## Medagliati
| Medaglia | Atleta         | Edizione         | Sport      | Evento                   |
| -------- | -------------- | ---------------- | ---------- | ------------------------ |
| Bronzo   | Willi Frommelt | Innsbruck 1976   | Sci alpino | Slalom maschile          |
| Bronzo   | Hanni Wenzel   | Innsbruck 1976   | Sci alpino | Slalom femminile         |
| Argento  | Hanni Wenzel   | Lake Placid 1980 | Sci alpino | Discesa libera femminile |
| Oro      | Hanni Wenzel   | Lake Placid 1980 | Sci alpino | Slalom femminile         |
| Oro      | Hanni Wenzel   | Lake Placid 1980 | Sci alpino | Gigante femminile        |
| Argento  | Andreas Wenzel | Lake Placid 1980 | Sci alpino | Gigante maschile         |
| Bronzo   | Ursula Konzett | Sarajevo 1984    | Sci alpino | Slalom femminile         |
| Bronzo   | Andreas Wenzel | Sarajevo 1984    | Sci alpino | Gigante maschile         |
| Bronzo   | Paul Frommelt  | Calgary 1988     | Sci alpino | Slalom maschile          |
| Bronzo   | Tina Weirather | PyeongChang 2018 | Sci alpino | Supergigante femminile   |